# New Castle, Pennsylvania
New Castle är administrativ huvudort i Lawrence County i delstaten Pennsylvania. Enligt 2010 års folkräkning hade New Castle 23 273 invånare.